# Орден Оранского дома
Орден Оранского дома (нидерл. Huisorde van Oranje) — орден Нидерландов.

## История

### 1905—1969
Орден учреждён 19 марта 1905 года королевой Вильгельминой. Орден награждались нидерландские и иностранные граждане за заслуги перед королём и королевским домом.
Орден имел сложную структуру, с 18 различными классами и медалями:
- Большой крест
- Великий офицер
- Командир
- Офицер
- Рыцарь (рыцарь 1 класса с 1908 года)
- Рыцарь 2 класса (с 1908 года)
- Золотая медаль Искусств и наук (равная по рангу великому офицеру)
- Золотая медаль «За инициативу и изобретательность» (с 1917 года, равная по рангу великому офицеру ордена)
- Серебряная медаль Искусств и наук (равная по рангу офицеру ордена)
- Серебряная медаль «За инициативу и изобретательность» (с 1917 года, равная по рангу офицеру ордена)
- Почётная дама ордена
- Золотой крест «За заслуги»
- Серебряный крест «За заслуги»
- Золотая медаль Почёта
- Серебряная Медаль Почёта
- Бронзовая медаль Почёта
- Медаль «За спасение жизни от смертельной опасности» (с 1910 года)
- Бронзовая медаль искусств и наук (Равная по рангу рыцарю ордена)

18 классов, перечисленные выше, не имеют строгой иерархии. Все эти награды носились на оранжевой ленте.

### Реорганизация 1969 года
30 ноября 1969 года королева Юлиана приняла решение о реорганизации ордена, с целью приведения его в соответствие с духом равенства, царившего в голландском обществе. В результате орден был разделён на четыре полунезависимые группы:
1. Орден Оранского дома
2. Орден «За верность и заслуги»
3. Почётные медали:
  1. Почётная медаль Искусств и наук
  2. Почётная медаль за инициативу и изобретательность
4. Орден Короны

| Орден Оранского дома (рыцарский крест) | Орден «За верность и заслуги» (рыцарский крест) | Орден Короны (рыцарский крест) |
| -------------------------------------- | ----------------------------------------------- | ------------------------------ |
|                                        |                                                 |                                |
| Орденские ленты                        |                                                 |                                |
|                                        |                                                 |                                |

## Современное состояние

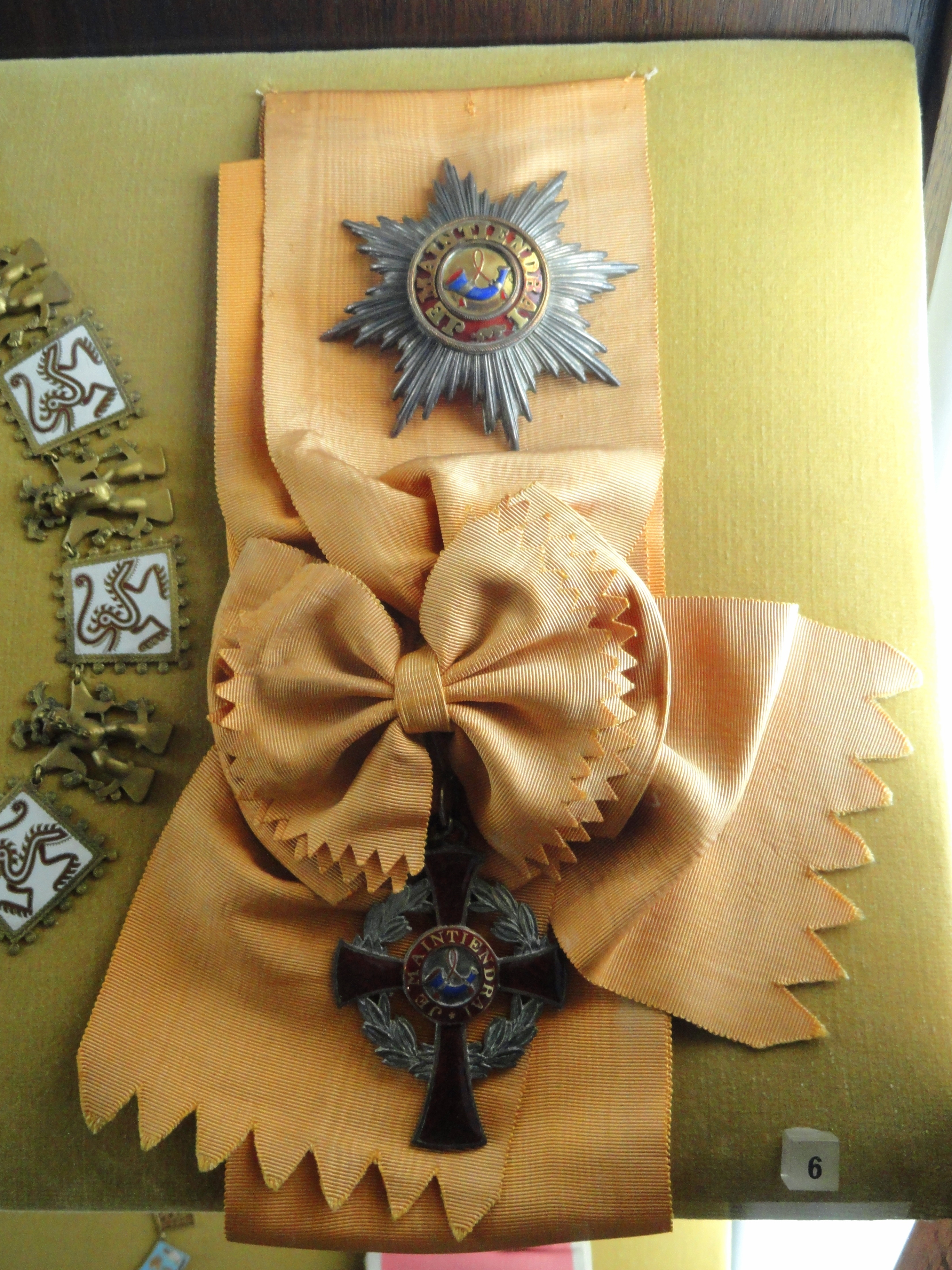
Большой крест

После реорганизации в 1969 году орден делится на 3 класса:
1. Большой крест (нидерл. Grootkruis) — знак ордена носится на плечевой ленте, надетой через правое плечо, а восьмигранная звезда носится на левой стороне груди;
2. Большой почётный крест (нидерл. Groot erekruis) — носится на ленте на шее;
3. Почётный крест (нидерл. Erekruis) — знак носится на ленте на левой стороне груди.